# Tokyo Babylon
Tokyo Babylon (jap. 東京 BABYLON Tōkyō Babylon) – manga stworzona przez grupę Clamp w latach 1990-1993, prequel mangi X.
Na podstawie mangi wydano dwie serie OVA, serię telewizyjną oraz film live action.

## Fabuła
Jest rok 1991, ostatnie dni japońskiej bańki spekulacyjnej. W Tokio zakradająca się ciemność karmi złe duchy, za których zwalczanie odpowiadają onmyōji. Dwoje najsilniejszych to przystojny weterynarz Seishirō i Subaru, młody dziedzic starożytnego klanu Sumeragi.

## Główne postacie
- Subaru Sumeragi (jap. 皇昴流 Sumeragi Subaru) – bardzo utalentowany onmyōji i 13. przywódca klanu Sumeragi. Nieśmiały, ale za to niezwykle dobroduszny. Nieustannie nosi rękawiczki, powód tego zna tylko jego babka. Ma siostrę bliźniaczkę Hokuto, Seishirō jest jego przyjacielem.

Seiyū: Shōta Aoi 
- Hokuto Sumeragi (jap. 皇北都 Sumeragi Hokuto) – ekstrawagancka siostra bliźniaczka Subaru. Jego kompletna przeciwność: porywcza, zuchwała i impulsywna. Mimo że nie posiada tak silnych mocy duchowych jak jej brat, posiada parę unikalnych zaklęć. Zawsze kieruje się dobrem Subaru. To ona tworzy wdzianka, w które się ubierają oboje.

Seiyū: Nana Mizuki 
- Seishirō Sakurazuka (jap. 桜塚星史郎 Sakurazuka Seishirō) – pracuje jako weterynarz, któremu często zdarza się wpaść na Subaru. Jednakże naprawdę pełni on funkcję aktualnego Sakurazukamori: zabójcy, który używa onmyōjutsu do zabijania. Swoimi ofiarami karmi demoniczne drzewo wiśniowe, którego białe kwiaty zabarwiają się na różowo pod wpływem krwi z ciał pod nim zakopanych. Seishirō kocha Subaru.

Seiyū: Yuichiro Umehara 

### Crossover
Postacie z Tokyo Babylon pojawiają się także w innych pracach grupy Clamp, takich jak X i Tsubasa Reservoir Chronicle. 
Subaru w historii X jest Smokiem Nieba, a w Tsubasa Reservoir Chronicle jest bliźniaczym wampirem Kamui, którzy wędrują poprzez wymiary. Hokuto w X pojawia się we wspomnieniach z przeszłości Subaru, Seishirō i Kakyō Kuzuki. Seishirō także pojawia się w X jako Smok Ziemi, jak i w Tsubasa Reservoir Chronicle jako łowca wampirów podróżujący pomiędzy wymiarami.

## Manga
Grupa Clamp publikowała mangę na łamach magazynów „South” oraz „Gekkan Wings” wydawnictwa Shinshokan w latach 1990-1993. Rozdziały zostały następnie skompilowane w 7 tomikach. Kadokawa wydała później mangę także w kompilacyjnej wersji trzytomowej.
W Polsce manga została wydana nakładem wydawnictwa Japonica Polonica Fantastica w 3 tomach zbiorczych.

## Anime

### Filmy OVA
W 1992 roku i 1994 roku wyprodukowano odcinki OVA. 

### Seria telewizyjna
W październiku 2020 roku King Amusement Creative ogłosiło za pośrednictwem oficjalnego kanału na Youtube, że na podstawie mangi zostanie wyprodukowana seria anime zatytułowana Tokyo Babylon 2021, której akcja ma dziać się w roku 2021. Produkcją serii zajęło się studio GoHands. Reżyserami serii są Shingo Suzuki i Susumu Kudo, za scenariusze odpowiada Jun Kumagai, projekty postaci przygotował Makoto Furuta; Furuta i Keiji Tani są reżyserami animacji tej produkcji. Muzykę skomponował Noriyuki Asakura z King Records.
W grudniu 2020 roku studio GoHands zostało oskarżone o splagiatowanie kostiumów dwóch głównych postaci serii, Hokuto i Subaru Sumeragi, które zostały opublikowane wcześniej przez studio 19 i 20 listopada. Po oskarżeniach rysunki zostały usunięte ze stron internetowych, a firma wystosowała przeprosiny w kierunku osób posiadających prawa do projektów wykorzystanych kostiumów. 24 grudnia tego samego roku studio podało do wiadomości, że z powodu incydentu z plagiatami premiera serii została przesunięta z kwietnia 2021 roku na późniejszy, bliżej nie sprecyzowany termin.
W marcu 2021 roku na oficjalnej stronie zapowiadanego anime podano do wiadomości, że produkcja adaptacji została permanentnie umorzona z założeniem rozpoczęcia jej całkowicie od nowa. Jako powód podano, że podczas śledztwa w sprawie wcześniej wykrytych splagiatowanych projektów kostiumów odkryto więcej przykładów przywłaszczenia cudzych własności, co sprawiło, że dotychczasowy komitet produkcyjny stracił wiarę w powodzenie obecnego projektu.

## Live action
Na podstawie mangi w 1993 roku wyprodukowano film live action, zatytułowany Tokyo Babylon 1999.
W rolę Subaru Sumeragi wcielił się Tonesaku Toshihide, a rolę Seishirou Sakurazuki odegrał Shihoudou Wataru. Reżyserem jest Joji Ida, a za muzykę odpowiada Kuniaki Haishima. Pomimo tytułu, akcja nie rozgrywa się w 1999 roku ani nie ma nic wspólnego z X. Jednakże historia ma być ciągiem dalszym mangi i rozgrywa się w 5 lat po jej zakończeniu. 